# Acer itoanum
Acer itoanum é uma espécie de árvore do gênero Acer, pertencente à família Aceraceae.